# 香港女同盟會
香港女同盟會，簡稱女同盟，是香港一個自願性、非政府的性/別人權團體，成立於2003年7月1日。女同盟更於2008年成為ILGA 組織 (International Lesbian, Gay, Bisexual, Trans and Intersex Association)成員團體之一。

## 宗旨
女同盟以女性性小眾的角度出發，致力捍衛性小眾人權、消除在公民權益、政治、經濟、社會、文化上因性傾向及性別身份的歧視及壓迫。
女同盟集思廣益，透過政策倡議、人權狀況研究及紀錄、公眾教育、口述歷史及文化建立，推動性小眾人權工作。

## 服務對象
香港女同盟會為同性戀者、雙性戀、多性戀、跨性別人士及性小眾女性提供支援及服務。女性身份認同意指在性別認同及自我認同上，而非生理性別上。

## 政策倡議

### 性傾向歧視立法
《基本法》第39條訂明香港特區必須遵守國際人權公約。《公民及政治權利國際公約》（ICCPR）早已訂明，「人人得享受人權法案所確認之權利，無分種族、膚色、性別或其他身份等等。」而國際人權組織已把性傾向包括在性別身份之內，性傾向歧視違反《公民權利和政治權利國際公約》所列的基本人權。聯合國《經濟、社會與文化權利國際公約》委員會在2001年的審結中亦促請香港特區「禁止有關性傾向歧視的行為。」，亦在2005年重申對「〔香港〕現行反歧視法並不包括基於性傾向作出的歧視，表示關注。」。
女同盟認為立法是最佳的公眾教育，促請特區政府履行國際公約責任，定立性傾向歧視條例，保障不同性傾向人士在僱傭、教育、提供居所、貨品、服務及設施、會社及政府活動等方面，得到平等對待。

### 家庭暴力條例修定
2007年，政府建議修訂《家庭暴力條例》，將施虐者與受虐者的關係範圍擴大至父母、祖父母和其他有血緣關係的親戚，甚至親屬的配偶都包括在內，但同性的同居伴侶並未納入保障範圍之內。
香港女同盟會以及多個關注《家庭暴力條例》法修訂團的體，如香港婦女基督徒協會及國際特赦組織都表示，政府建議既已將異性同居伴侶包括在保障範圍之內，就應同時將同性的同居伴侶納入保障範圍之內。因為有不少國家，包括紐西蘭及台灣，雖然仍禁止同性婚姻，其《家庭暴力條例》卻適用於同居的同性伴侶。
當時，勞工及福利局副秘書長（福利）利敏貞表示，政府的立場是不承認同性婚姻，因此在不同政策都會反映出此一立場。她又表示，同性婚姻和將同性同居伴侶之間的暴力視為家庭暴力，涉及道德倫理問題，當社會對此仍未有共識時，政府亦無意改變有關方面的立場。
女同盟認為這不單是爭取法例的修改，還要爭取為家暴所提供的輔導服務、配套服務、庇護中心、熱線等。本港最大前線家暴社福機構，香港明愛，可以因為宗教理由而拒絕對同性戀者提供支援。女同盟認為將同性伴侶納入家暴障範圍之內與談同性婚姻是兩碼子的事，因為婚姻法的修訂會直接影響房屋條例、家庭暴力、通姦、社福政策、出入境條例、稅制等多項公共政策。
《家庭暴力條例》於2008年6月通過第一次修訂，擴闊了條例的涵蓋範圍，由原來只針對配偶和異性同居者之間的騷擾行為，延伸至包括前配偶、前異性同居者，以及直系及延伸家庭關係的成員，不過未有將同性伴侶納入保障之內。
2009年12月16日，立法會三讀通過《2009家庭暴力（修訂）條例草案》，於2010年1月1日生效，將同性同居者及前同性同居者納入《家庭暴力條例》的保障範圍，讓同居關係一方，不論同性或異性，可向法院申請強制令，免受另一方的騷擾。條例同時更名為《家庭及同居關係暴力條例》。

## 研究調查

### 香港女性因性傾向受歧視狀況調查(2010)
香港女同盟會於2010年10月至12月期間進行了「香港女性因性傾向受歧視狀況」調查（2010），以問卷形式訪問了510名女性。調查發現香港性傾向歧視狀況嚴重惡化，有53%的受訪者曾遭受歧視。對照香港女同盟會於2005年時舉行同類型調查的結果，當時只有39%的受訪者曾被歧視 。 
在53%曾遭受歧視的受訪者中，只有0.9%就此作出投訴，而投訴皆沒有結果。雖然香港政府已於2005年已設立性傾向投訴熱線(2835 1565)，及後轉到政制及內地事務局轄下。但當局一直沒有足夠宣傳及推廣該熱線，女同盟認為同志社群普遍並不知道這條熱線的存在，導致作出投訴的比率極低。
香港女同盟會促請負責香港人權的政制及內地事務局局長林瑞麟，正視性傾向歧視狀況嚴重惡化，檢討現時失敗的性傾向平等權利的政策，及性傾向投訴熱線的成效；在教育、就業、服務提供等各範疇，加強性傾向平等公眾教育 ；覆行國際公約責任，立即展開性傾向歧視條例的立法程序，盡快保障不同性傾向人士免受歧視。

### 香港同性親密伴侶暴力行為研究
香港女同盟會與香港中文大學心理系合作，於2009年完成首個探討亞洲同性親密伴侶暴力行為的學術研究。香港女同盟會對於中文大學心理系發佈《香港同性親密伴侶暴力行為研究》之結果表示認同及憂慮。該報告指出，49.9%成人受訪者曾遭同性配偶身體攻擊、身體損害及/或性暴力對待；其中12.7%受訪者更被「三重虐待」，即曾遭受三種不同形式虐待，包括身體、心理及性暴力。
香港女同盟會亦憂慮前線支援同志家暴的服務不接軌。根據《香港同性親密伴侶暴力行為研究》結果顯示，受虐者求助意慾非常低，僅1.6%以往曾尋求前線家暴社福機構之協助，因為他們擔心這類機構不懂協助、不會關心其問題，而且缺乏處理之經驗。
香港女同盟會本會期望政府增撥資源，增加對同性伴侶家庭暴力受害人在庇護中心及熱線服務方面的支援，及在同志社區進行認識家暴之公眾教育；為前線社工、輔導員、警員提供同志友善意識提升服務，讓他們進一步了解同性伴侶家暴情況；以及增撥資源讓前線同志團體進行試驗性的「社區預防」工作，及早預防家暴。

### 2006年女女性接觸者社區研究計劃
香港女同盟會獲衛生署紅絲帶中心資助，於2006年7月至2007年1月期間，開展「2006年女女性接觸者社區研究計劃」問卷調查，成功收回694份問卷。調查發現六成受訪者從未進行安全性行為。反映本港女女性接觸者進行安全性行為的意欲偏低，只有13%受訪者有安全性行為的習慣（每次都有：6%；經常：7%），卻有過半受訪者表示安全性行為是重要的。女女性接觸者較少進行安全性行為有可能是由於缺乏有關知識，調查中接近九成被訪者表示在香港政府的愛滋病教育中，沒有接觸過任何有關女女安全性行為的知識。

### 同性伴侶家庭暴力研究問卷調查
香港女同盟會、香港十分一會、姊姊同志、香港彩虹及啟同服務社於2006年12月至2007年2月間進行「同性伴侶家庭暴力研究問卷調查」，成功收集236份問卷。在219對同性伴侶(包括同性戀及雙性戀者)當中，33%的同性伴侶表示有不同程度的家庭暴力曾經發生，其中16%表示曾給伴侶身體攻擊，以持續的言語辱罵、精神虐待、行蹤經常受到監控及性侵犯為五大最常發生的家暴行為。
在受虐行為當中，男性首三項遇到的行為順序為禁止見/聯絡朋友及或家人、需要送院醫治的嚴重肢體暴力，及禁止出席同志活動。至於女性方面，首三位主題問題為持續的言語辱罵、精神虐待及不需要藥物治理的肢體暴力。

## 同志社群活動/義工訓練

### WC友聚
香港女同盟會定期聚會，於每月第一個星期六舉行。

### 女同志反家暴大使義工訓練計劃
香港女同盟會於2011年獲婦女動力基金(Her Fund)資助，舉行女同志反家暴大使義工訓練計劃。反家暴宣傳大使透過外展讓更多女同志認識家暴及求助渠道，希望提升女同志社群對家庭暴力的警覺性，減少家暴發生。

### 香港假同志電影節
香港女同盟會於2008年舉辦「香港假同志電影節」活動，以七十至九十年代6部所謂經典的「同志電影」，分析及解拆當中對性小眾的曲解和抹黑。

### 女同志組織者訓練營 (2007)
香港女同盟會、北京同語、臺灣性別人權協會、紐約華人性別研究中心、紐約酷浪、美國紫鳳凰等六個以服務性小眾及跨性別人士為主的團體於2007年舉辦首屆跨區域華人女同志組織者訓練營。訓練營結合不同地域的同志運動經驗，配合理論與實踐的訓練模式，集中探討社會政策、人權、國際視野、性別理論、社會運動等重要議題，旨在培訓年輕一代的女同志及跨性別人士成為敢於挑戰、勇於承擔、充滿自信、樂於貢獻的志願組織領袖及重要人員。

### 同運地獄教室
於2007年舉辦，目標為培訓新一代同志運動、跨性別運動及性別運動參與者，成為敢於挑戰、勇於承擔、樂於貢獻的組織者。

## 出版刊物

### 她們的女情印記
「她們的女情印記」是香港彩虹、香港女同盟會及F'Union合辦之「香港會愛上女人的女人口述歷史計劃」出版之小冊子。該計劃獲「民政事務局二零零四至零五年度平等機會（性傾向）資助計劃」資助。此資助計劃，旨在推廣性傾向平等機會訊息。
「香港會愛上女人的女人口述歷史計劃」為本港首個同類型的本土歷史學術研究，「她們的女情印記」全書25頁共十篇文章，訪問了15位曾愛上女人的女人，就家人、感情、自我身份認同、校園、朋輩、性愛等方面以口述歷史形式認真紀錄。該書另有四篇主題文章，探討本港同志平權運動、身體政治及性別議題等，旨在記錄1950-2004年間愛上同性的女人的生活面貌。
明光社、性文化學會、維護家庭聯盟及中國基督教播道會透過該會網站、印製刊物及於2005年5月17日在明報刊登聲明，將《她們的女情印記》說為「大膽露骨，宣揚縱慾多於真愛，淫褻及不雅」色情刊物。
其後該書被淫褻物品審裁處評為第I類—既非淫褻亦非不雅。

### 艾Love女人
「艾Love女人」是「香港會愛上女人的女人口述歷史計劃」繼「她們的女情印記」後，自資出版的一本有關愛女人的女人及女同志的口述歷史書籍，見證了半個世紀(1950-2008)以來，發生在香港的自主、積極、情慾、多元的女女情慾關係。當中訪問了17位女性，記錄了1950-2008年間關乎女人、TB、TBG及其他性身份在家庭制度裡、校園內、宗教上及法治建制中的史實。

### 同志E道
該書共二十篇文章，均由同志∕跨性別組織者、人權研究學者及同志平權支持者撰寫。從基本人權、性別及跨性別角度、同志家人、宗教、政策制定及社運經驗出發，角度多元，深入淺出。說明她們爭取中的是性小眾的基本人權，我們建設中的社會，香港是一個平等包容的社會，亦是每一個香港人共同擁有的最珍貴資源。同志不同志，都是香港一分子。

### 女同志ABC
在異性戀為主流的社會，對發生於在異性戀以外的生活模式認識較少，忽視與誤解容易帶來歧視與偏見。有見及此，女同盟於2007年4月出版了《女同志ABC》，該書由Global Fund for women資助製作。書中收集及解答了10多條大眾對女同志的誤解和疑惑，啟發更多元、開放的情慾空間。

### 女女安全性行為調查報告及求生手冊
香港女同盟會獲衛生署紅絲帶中心資助，於2006年7月至2007年1月期間，開展「2006年女女性接觸者社區研究計劃」問卷調查，成功收回694份問卷。調查發現六成受訪者從未進行安全性行為。出版《女女安全性行為調查報告及求生手冊》，加強女同性戀者及女女性接觸者的安全性行為意識。
女同盟在是次出版的小冊子中不乏女女情慾相片，除了希望真實呈現並教育有關知識外，更希望吸引女女性接觸者多留意本小冊子，從而認識安全性行為的重要。基於淫褻物品審裁處近日對不雅物品的尺度混亂，女同盟在小冊子加上18歲以下不適合觀看的警告字句及包膠袋。女同盟發言人阿力表示：「我們迫不得而將小冊子列為二級不雅，恐怕會有礙推廣安全性行為，尤其對16至18歲的青少年。」

### 給爸媽的信﹣請聽我們說說話
香港女同盟會於2008年獲得婦女動力基金Her Fund資助，出版《給爸媽的信﹣請聽我們說說話》一書，供公眾免費索取。書中收集了15封同志女兒寫給父母的信以及分享與家人出櫃的心得，讓公眾及同志父母了解同志女兒的心聲。

## 社會互動

### 《G．情．拳》
2004年上演的女同志舞台劇，講述女同志如何向家人出櫃，坦白說出自己的性取向。希望藉此做公民教育，令大家不再用獵奇眼光看待同志。

### 搞乜鬼同志運動
2005年11月至2008年1月，女同盟與「香港十分一會」及「紫藤」合作，推出網台節目「搞乜鬼同志運動」(共109集)，向展示性小眾真實面貌。

### 國際不再恐同日
女同盟為2005至2009年國際不再恐同日－香港區遊行的主辦團體之一。

### 香港同志遊行
女同盟為2008、2009及2011年香港同志遊行主辦團體之一，2011年的香港同志遊行將於2011年11月12日舉行。
(註: 香港同志遊行於2010年因經費不足而停辦)

### 民間人權陣線
女同盟為民間人權陣線成員團體之一，多年來關注香港民主發展及參與其他社會運動。

## 引起社會關注的事件

### 榆林事件
2005年2月，香港女同盟會及香港彩虹的義工前往旺角「榆林書店」，擺放由民政事務局資助的「她們的女情印記」小冊子於「榆林書店」門外的書架，供市民免費取閱，遭店員拒絕，店員表示由於書店的老闆有「基督教」背景，故不容許擺放有關「同性愛」的小冊子，店員更表示如發現有關「同性愛」的傳單擺放於書架，也會將它們「棄掉」。這些都是榆林書店的公司方針。
榆林書店自稱有基督教背景，不接受有違其宗教宗旨的資料在其書架擺放，但該書店也有售賣討論同性戀問題的書籍如《愛與信仰：台灣同志佛教徒之平權運動與深層生態學》， 會幫讀者訂閱《搞定女人》或《搞定男人》。以宗教理由，拒絕擺放《她們的女情印記》，被人質疑為雙重標準。
此事被明光社等組織說為香港首宗逆向歧視個案，事實上香港並無「肯定性行動」(affirmative actions) 政策，根本不存在逆向歧視 (reverse discrimination)。而且現時的反歧視法例亦只談平等機會，並不涉及Hate Crimes 法例，所以明光社等組織所舉例子與香港情況無關。

### 鏗鏘集
2006年7月，女同盟幹事陳文慧、阿力及香港十分一會副會長小曹接受香港電台電視節目《鏗鏘集》訪問，拍攝＜同志‧戀人＞探討同性戀作為社會上弱勢社群遇到的壓力及困難。2007年1月，香港廣播事務管理局裁定「報道內容不公、不完整和偏袒同性戀，產生鼓吹接受同性婚姻的效果」，不適宜在合家歡時段播放，故向港台發出「強烈勸喻」。
2007年3月12日，立法會資訊科技及廣播事務委員會通過動議，認為廣播事務管理局對港台《鏗鏘集》的《同志．戀人》節目發出強烈勸喻，屬性傾向歧視，要求廣管局撤回該項裁決。廣管局於11日後發表聲明，回應立法會要求撤回裁決的動議，指有關的裁決已在法律層面上「履行完了職責 (functus)」，亦即廣管局無權撤回有關裁決。
2007年6月，其中一位受訪者小曹入稟法院申請進行司法覆核。高等法院夏正民法官於2008年5月8日作出判決，指廣管局的裁決帶有性傾向歧視，和因而產生對論自由不合理的干預，所以廣管局的裁決被即時推翻。法官夏正民亦宣布廣管局錯誤理解法律條文，指廣管局無權撤回有關裁決的見解是不正確的。同年七月，廣管局宣佈接納法院的判決並不打算上訴。

### 七一帶頭
2005年的七一大遊行，由同志社區聯席及平等機會婦女聯席在遊行的隊伍之中行頭，響應大會主題「爭取全面普選、反對官商勾結」。
明光社總幹事蔡志森認為該次遊行被同志組織行頭而遭「騎劫」，杯葛及不會鼓勵教友參加爭取同志平權的遊行。明光社認為同志團體的訴求成為七一遊行的隱藏議程，甚至懷疑民陣是否已由支持同志運動的團體所操控。
同志社區聯席成立於1999年，由十多個本地以性小眾/性別認同為服務對象的團體組成，成員包括香港女同盟會、香港彩虹、彩虹行動、彩虹細胞、啟同服務社、關懷愛滋、站出彩虹、香港十分一會、基恩之家、f-union、TEAM、性權會、姊姊同志、起點網播平台、智行基金會及同志健康促進會等。

## 健康教育活動

### 「女同志預防子宮頸癌講座2010」
2010年5月與醫療機構合辦「女同志預防子宮頸癌講座2010」

### 「子宮頸癌的認識」講座
2004年1月與「醫院管理局」合辦「子宮頸癌的認識」講座

### 婦科檢查服務先導計劃
2007年8月與香港家庭計劃指導會合作，推出全港首個專為女女性接觸者而設的性接觸傳染疾病檢驗服務，希望開創本地醫護界對女女性接觸者的友善服務態度。

## 外部連結
- 女同盟網頁 （页面存档备份，存于）
- ILGA組織香港女同盟會專頁
- 香港同志遊行2011 網頁 （页面存档备份，存于）
- 香港女同盟會、香港十分一會、午夜藍及還我本色爭取「同性同居伴侶」納入《家庭暴力條例》的保障聲明 （页面存档备份，存于）
- 立法會CB(1)1133/06-07(01)號文件 （页面存档备份，存于）
- RTHK華彩半邊天 - 同心女兒 （页面存档备份，存于）
- 搞乜鬼同志運動